# Germain Mendomé
Germain Rufin Mendomé (21 agosto 1970 – 1º giugno 2013) è stato un calciatore gabonese, di ruolo portiere.
È l'ottavo calciatore per numero di presenze con la Nazionale gabonese.

## Carriera

### Club
Ha giocato fino al 1994 nel Sogara. Nel 1995 si è trasferito al Mbilinga. Nel 2000 è passato all'Aigles Verts.

### Nazionale
Ha debuttato in Nazionale il 9 ottobre 1988, in Gabon-Burkina Faso (3-0). Ha partecipato, con la Nazionale, alla Coppa d'Africa 1994, alla Coppa d'Africa 1996 e alla Coppa d'Africa 2000. Ha collezionato in totale, con la maglia della Nazionale, 71 presenze.

## Statistiche

### Cronologia presenze e reti in nazionale
| Cronologia completa delle presenze e delle reti in nazionale ― Gabon | Cronologia completa delle presenze e delle reti in nazionale ― Gabon | Cronologia completa delle presenze e delle reti in nazionale ― Gabon | Cronologia completa delle presenze e delle reti in nazionale ― Gabon | Cronologia completa delle presenze e delle reti in nazionale ― Gabon | Cronologia completa delle presenze e delle reti in nazionale ― Gabon | Cronologia completa delle presenze e delle reti in nazionale ― Gabon | Cronologia completa delle presenze e delle reti in nazionale ― Gabon |
| Data                                                                 | Città                                                                | In casa                                                              | Risultato                                                            | Ospiti                                                               | Competizione                                                         | Reti                                                                 | Note                                                                 |
| -------------------------------------------------------------------- | -------------------------------------------------------------------- | -------------------------------------------------------------------- | -------------------------------------------------------------------- | -------------------------------------------------------------------- | -------------------------------------------------------------------- | -------------------------------------------------------------------- | -------------------------------------------------------------------- |
| 09-10-1988                                                           | Libreville                                                           | Gabon                                                                | 3 – 0                                                                | Burkina Faso                                                         | Qual. Coppa d'Africa 1990                                            | -                                                                    |                                                                      |
| 23-10-1988                                                           | Ouagadougou                                                          | Burkina Faso                                                         | 1 – 0                                                                | Gabon                                                                | Qual. Coppa d'Africa 1990                                            | -1                                                                   |                                                                      |
| 24-11-1988                                                           | Libreville                                                           | Gabon                                                                | 4 – 0                                                                | Mali                                                                 | Amichevole                                                           | -                                                                    |                                                                      |
| 30-11-1988                                                           | Yaoundé                                                              | Camerun                                                              | 0 – 0                                                                | Gabon                                                                | Coppa UDEAC 1988                                                     | -                                                                    |                                                                      |
| 04-12-1988                                                           | Yaoundé                                                              | Gabon                                                                | 3 – 0                                                                | Guinea Equatoriale                                                   | Coppa UDEAC 1988                                                     | -                                                                    |                                                                      |
| 06-12-1988                                                           | Yaoundé                                                              | Gabon                                                                | 0 – 0 (5 - 3 dtr)                                                    | Rep. Centrafricana                                                   | Coppa UDEAC 1988 - Semifinali                                        | -                                                                    |                                                                      |
| 08-12-1988                                                           | Yaoundé                                                              | Gabon                                                                | 1 – 0                                                                | Camerun                                                              | Coppa UDEAC 1988 - Finale                                            | -                                                                    |                                                                      |
| 15-12-1988                                                           | Rabat                                                                | Marocco                                                              | 5 – 2                                                                | Gabon                                                                | Amichevole                                                           | -5                                                                   |                                                                      |
| 03-01-1989                                                           | Libreville                                                           | Gabon                                                                | 2 – 3                                                                | Tunisia                                                              | Amichevole                                                           | -3                                                                   |                                                                      |
| 07-01-1989                                                           | Enugu                                                                | Nigeria                                                              | 1 – 0                                                                | Gabon                                                                | Qual. Mondiali 1990                                                  | -1                                                                   |                                                                      |
| 22-01-1989                                                           | Libreville                                                           | Gabon                                                                | 1 – 3                                                                | Camerun                                                              | Qual. Mondiali 1990                                                  | -3                                                                   |                                                                      |
| 04-06-1989                                                           | Libreville                                                           | Gabon                                                                | 0 – 0                                                                | Zaire                                                                | Amichevole                                                           | -                                                                    |                                                                      |
| 13-08-1989                                                           | Yaoundé                                                              | Camerun                                                              | 2 – 1                                                                | Gabon                                                                | Qual. Mondiali 1990                                                  | -2                                                                   |                                                                      |
| 27-08-1989                                                           | Libreville                                                           | Gabon                                                                | 1 – 0                                                                | Angola                                                               | Qual. Mondiali 1990                                                  | -                                                                    |                                                                      |
| 03-12-1989                                                           | Bangui                                                               | Rep. del Congo                                                       | 1 – 0                                                                | Gabon                                                                | Coppa UDEAC 1989                                                     | -1                                                                   |                                                                      |
| 05-12-1989                                                           | Bangui                                                               | Gabon                                                                | 2 – 0                                                                | Rep. del Congo                                                       | Coppa UDEAC 1989                                                     | -                                                                    |                                                                      |
| 12-12-1989                                                           | Bangui                                                               | Gabon                                                                | 2 – 2 (3 - 4 dtr)                                                    | Ciad                                                                 | Coppa UDEAC 1989 - Finale 3º posto                                   | -2                                                                   |                                                                      |
| 12-08-1990                                                           | Libreville                                                           | Gabon                                                                | 0 – 0                                                                | Mali                                                                 | Amichevole                                                           | -                                                                    |                                                                      |
| 19-08-1990                                                           | Libreville                                                           | Gabon                                                                | 1 – 0                                                                | Uganda                                                               | Qual. Coppa d'Africa 1992                                            | -                                                                    |                                                                      |
| 01-09-1990                                                           | Dar-es-Salaam                                                        | Tanzania                                                             | 0 – 0                                                                | Gabon                                                                | Qual. Coppa d'Africa 1992                                            | -                                                                    |                                                                      |
| 09-12-1990                                                           | Brazzaville                                                          | Camerun                                                              | 2 – 1                                                                | Gabon                                                                | Coppa UDEAC 1990                                                     | -2                                                                   |                                                                      |
| 11-12-1990                                                           | Brazzaville                                                          | Gabon                                                                | 1 – 0                                                                | Rep. Centrafricana                                                   | Coppa UDEAC 1990                                                     | -                                                                    |                                                                      |
| 15-12-1990                                                           | Brazzaville                                                          | Rep. del Congo                                                       | 1 – 0                                                                | Gabon                                                                | Coppa UDEAC 1990 - Semifinali                                        | -1                                                                   |                                                                      |
| 17-12-1990                                                           | Brazzaville                                                          | Gabon                                                                | 1 – 2                                                                | Ciad                                                                 | Coppa UDEAC 1990 - Finale 3º posto                                   | -2                                                                   |                                                                      |
| 14-04-1991                                                           | Kinshasa                                                             | Zaire                                                                | 2 – 1                                                                | Gabon                                                                | Qual. Coppa d'Africa 1992                                            | -2                                                                   |                                                                      |
| 28-04-1991                                                           | Kampala                                                              | Uganda                                                               | 0 – 0                                                                | Gabon                                                                | Qual. Coppa d'Africa 1992                                            | -                                                                    |                                                                      |
| 07-07-1991                                                           | Libreville                                                           | Gabon                                                                | 0 – 1                                                                | Ghana                                                                | Amichevole                                                           | -1                                                                   |                                                                      |
| 14-07-1991                                                           | Libreville                                                           | Gabon                                                                | 1 – 0                                                                | Tanzania                                                             | Qual. Coppa d'Africa 1992                                            | -                                                                    |                                                                      |
| 28-07-1991                                                           | Libreville                                                           | Gabon                                                                | 0 – 0                                                                | Zaire                                                                | Qual. Coppa d'Africa 1992                                            | -                                                                    |                                                                      |
| 14-06-1992                                                           | Libreville                                                           | Gabon                                                                | 1 – 0                                                                | Togo                                                                 | Amichevole                                                           | -                                                                    |                                                                      |
| 21-06-1992                                                           | Libreville                                                           | Gabon                                                                | 0 – 1                                                                | Burundi                                                              | Amichevole                                                           | -1                                                                   |                                                                      |
| 16-08-1992                                                           | Libreville                                                           | Gabon                                                                | 0 – 0                                                                | Camerun                                                              | Qual. Coppa d'Africa 1994                                            | -                                                                    |                                                                      |
| 30-08-1992                                                           | Niamey                                                               | Nigeria                                                              | 1 – 3                                                                | Gabon                                                                | Qual. Coppa d'Africa 1994                                            | -1                                                                   |                                                                      |
| 04-10-1992                                                           | Libreville                                                           | Gabon                                                                | 1 – 0                                                                | Ciad                                                                 | Amichevole                                                           | -                                                                    |                                                                      |
| 11-10-1992                                                           | Libreville                                                           | Gabon                                                                | 3 – 1                                                                | Mozambico                                                            | Qual. Mondiali 1994                                                  | -1                                                                   |                                                                      |
| 19-12-1992                                                           | Libreville                                                           | Gabon                                                                | 3 – 2                                                                | Senegal                                                              | Qual. Mondiali 1994                                                  | -2                                                                   |                                                                      |
| 17-01-1993                                                           | Matola                                                               | Mozambico                                                            | 1 – 1                                                                | Gabon                                                                | Qual. Mondiali 1994                                                  | -1                                                                   |                                                                      |
| 27-02-1993                                                           | Dakar                                                                | Senegal                                                              | 1 – 0                                                                | Gabon                                                                | Qual. Mondiali 1994                                                  | -1                                                                   |                                                                      |
| 11-04-1993                                                           | Libreville                                                           | Gabon                                                                | 2 – 0                                                                | Benin                                                                | Qual. Coppa d'Africa 1994                                            | -                                                                    |                                                                      |
| 25-04-1993                                                           | Yaoundé                                                              | Camerun                                                              | 0 – 0                                                                | Gabon                                                                | Qual. Coppa d'Africa 1994                                            | -                                                                    |                                                                      |
| 04-07-1993                                                           | Libreville                                                           | Gabon                                                                | 0 – 2                                                                | Mali                                                                 | Amichevole                                                           | -2                                                                   |                                                                      |
| 11-07-1993                                                           | Libreville                                                           | Gabon                                                                | 3 – 0                                                                | Niger                                                                | Qual. Coppa d'Africa 1994                                            | -                                                                    |                                                                      |
| 25-07-1993                                                           | Cotonou                                                              | Benin                                                                | 1 – 2                                                                | Gabon                                                                | Qual. Coppa d'Africa 1994                                            | -1                                                                   |                                                                      |
| 01-10-1993                                                           | Bonneuil-sur-Marne                                                   | Marocco                                                              | 1 – 0                                                                | Gabon                                                                | Amichevole                                                           | -                                                                    | 59’                                                                  |
| 06-10-1993                                                           | Bruxelles                                                            | Belgio                                                               | 2 – 1                                                                | Gabon                                                                | Amichevole                                                           | -2                                                                   |                                                                      |
| 26-03-1994                                                           | Tunisi                                                               | Nigeria                                                              | 3 – 0                                                                | Gabon                                                                | Coppa d'Africa 1994                                                  | -3                                                                   |                                                                      |
| 28-03-1994                                                           | Tunisi                                                               | Egitto                                                               | 4 – 0                                                                | Gabon                                                                | Coppa d'Africa 1994                                                  | -4                                                                   |                                                                      |
| 22-10-1995                                                           | Libreville                                                           | Gabon                                                                | 1 – 0                                                                | Sierra Leone                                                         | Amichevole                                                           | -                                                                    |                                                                      |
| 28-11-1995                                                           | Libreville                                                           | Gabon                                                                | 0 – 2                                                                | Costa d'Avorio                                                       | Amichevole                                                           | -2                                                                   |                                                                      |
| 30-11-1995                                                           | Libreville                                                           | Gabon                                                                | 2 – 1                                                                | Algeria                                                              | Amichevole                                                           | -1                                                                   |                                                                      |
| 22-12-1995                                                           | Ouagadougou                                                          | Burkina Faso                                                         | 2 – 5                                                                | Gabon                                                                | Amichevole                                                           | -2                                                                   |                                                                      |
| 27-12-1995                                                           | Bamako                                                               | Mali                                                                 | 1 – 2                                                                | Gabon                                                                | Amichevole                                                           | -1                                                                   |                                                                      |
| 16-01-1996                                                           | Durban                                                               | Gabon                                                                | 1 – 2                                                                | Liberia                                                              | Coppa d'Africa 1996                                                  | -1                                                                   |                                                                      |
| 19-01-1996                                                           | Durban                                                               | Gabon                                                                | 2 – 0                                                                | RD del Congo                                                         | Coppa d'Africa 1996                                                  | -                                                                    |                                                                      |
| 28-01-1996                                                           | Durban                                                               | Gabon                                                                | 1 – 1 (1 - 4 dtr)                                                    | Tunisia                                                              | Coppa d'Africa 1996                                                  | -1                                                                   |                                                                      |
| 29-09-1996                                                           | Libreville                                                           | Gabon                                                                | 1 – 1                                                                | Mali                                                                 | Amichevole                                                           | -                                                                    |                                                                      |
| 06-10-1996                                                           | Libreville                                                           | Gabon                                                                | 0 – 0                                                                | Camerun                                                              | Qual. Coppa d'Africa 1998                                            | -                                                                    |                                                                      |
| 30-03-1997                                                           | Libreville                                                           | Gabon                                                                | 2 – 1                                                                | Togo                                                                 | Amichevole                                                           | -1                                                                   |                                                                      |
| 06-04-1997                                                           | Libreville                                                           | Gabon                                                                | 0 – 4                                                                | Marocco                                                              | Qual. Mondiali 1998                                                  | -4                                                                   |                                                                      |
| 27-04-1997                                                           | Accra                                                                | Ghana                                                                | 3 – 0                                                                | Gabon                                                                | Qual. Mondiali 1998                                                  | -3                                                                   |                                                                      |
| 07-11-1999                                                           | Libreville                                                           | Gabon                                                                | 4 – 0                                                                | Guinea Equatoriale                                                   | Amichevole                                                           | -                                                                    | 88’                                                                  |
| 10-11-1999                                                           | Libreville                                                           | Gabon                                                                | 1 – 0                                                                | Rep. Centrafricana                                                   | Amichevole                                                           | -                                                                    |                                                                      |
| 11-11-1999                                                           | Libreville                                                           | Gabon                                                                | 1 – 0                                                                | São Tomé e Príncipe                                                  | Amichevole                                                           | -                                                                    |                                                                      |
| 13-11-1999                                                           | Libreville                                                           | Gabon                                                                | 0 – 0                                                                | Rep. del Congo                                                       | Amichevole                                                           | -                                                                    |                                                                      |
| 14-11-1999                                                           | Libreville                                                           | Gabon                                                                | 4 – 0                                                                | Gabon                                                                | Amichevole                                                           | -                                                                    |                                                                      |
| 21-11-1999                                                           | Libreville                                                           | Gabon                                                                | 0 – 2                                                                | Nigeria                                                              | Amichevole                                                           | -2                                                                   |                                                                      |
| 26-11-1999                                                           | Libreville                                                           | Gabon                                                                | 0 – 0                                                                | Togo                                                                 | Amichevole                                                           | -                                                                    |                                                                      |
| 28-11-1999                                                           | Libreville                                                           | Gabon                                                                | 3 – 2                                                                | Burkina Faso                                                         | Amichevole                                                           | -2                                                                   |                                                                      |
| 29-01-2000                                                           | Kumasi                                                               | Gabon                                                                | 1 – 3                                                                | Algeria                                                              | Coppa d'Africa 2000                                                  | -3                                                                   |                                                                      |
| 02-02-2000                                                           | Accra                                                                | Gabon                                                                | 0 – 0                                                                | RD del Congo                                                         | Coppa d'Africa 2000                                                  | -                                                                    |                                                                      |
| 22-04-2000                                                           | Libreville                                                           | Gabon                                                                | 1 – 0                                                                | Madagascar                                                           | Qual. Mondiali 2002                                                  | -                                                                    |                                                                      |
| Totale                                                               |                                                                      | Presenze (9º posto)                                                  | 71                                                                   |                                                                      | Reti                                                                 | -68                                                                  |                                                                      |

## Palmarès

### Club

#### Competizioni nazionali
- Campionato gabonese di calcio: 5

Sogara: 1988-1989, 1990-1991, 1991-1992, 1993, 1994